# Hradištko (powiat Nymburk)
Hradištko – miejscowość i gmina (obec) w Czechach, w kraju środkowoczeskim, w powiecie Nymburk. W 2022 roku liczyła 761 mieszkańców.